# Benfica Tsumeb
Il Benfica Tsumeb è una società calcistica di Tsumeb, città della Namibia. Milita nella Namibia Second Division e ha sede a Tsumeb. Disputa le partite interne nello Stadio Oscar Norich (5.000 posti), situato nella zona centrale della città.

## Palmarès
- Campionati namibiani: 1

1987

## Performance nelle competizioni CAF
- CAF Champions League: una partecipazione

1977

## Giocatori celebri
- Timothy Ipinge (membro della Nazionale di calcio della Namibia nel 2006)